# Carex manongarivensis
Carex manongarivensis là một loài thực vật có hoa trong họ Cói. Loài này được Cherm. mô tả khoa học đầu tiên năm 1923.